# Kozielec (Ukraina)
Kozielec (ukr. Козелець, Kozełeć) – osiedle typu miejskiego na Ukrainie, w obwodzie czernihowskim, siedziba władz rejonu kozieleckiego.
Leży nad rzeką Oster.

## Historia
Osiedle typu miejskiego od 1924.
W 1989 liczyło 9545 mieszkańców.
W 2013 liczyło 8189 mieszkańców.
W Kozielcu znajduje się zabytkowy osiemnastowieczny sobór Narodzenia Matki Bożej.